# چی‌آکی موروساوا
چی‌آکی موروساوا (انگلیسی: Chiaki Morosawa; ۲۸ مارس ۱۹۵۹ – ۲۱ فوریهٔ ۲۰۱۶) فیلم‌نامه‌نویس، و نویسنده اهل ژاپن بود.